# Francesco Arese
Francesco Arese (* 13. April 1944 in Centallo) ist ein ehemaliger italienischer Leichtathlet, Unternehmer und Sportfunktionär (Präsident des Italienischen Leichtathletikverbandes). Bei einer Körpergröße von 1,86 m betrug sein Wettkampfgewicht 65 kg.

## Sportlerlaufbahn
Sein internationales Debüt gab Francesco Arese bei den Europameisterschaften 1966 in Budapest. Sowohl über 800 Meter als auch über 1500 Meter schied er im Vorlauf aus. Bei den Olympischen Spielen 1968 in Mexiko-Stadt erreichte Arese über 1500 Meter das Halbfinale und wurde dort in seinem Lauf Siebter, die ersten sechs erreichten das Finale. Im Jahr darauf stand Arese im Finale bei den Europameisterschaften 1969 in Athen. Er wurde in 3:42,2 Minuten Achter mit über zwei Sekunden Rückstand auf den Gewinner der Bronzemedaille, Henryk Szordykowski aus Polen.
Seinen größten Erfolg errang Arese bei den Europameisterschaften 1971 in Helsinki. In 3:38,4 Minuten gewann er den Titel vor Szordykowski und dem Briten Brendan Foster. In München bei den Olympischen Spielen 1972 schied er wie vier Jahre zuvor im Halbfinale aus.
Arese gewann 1968, 1969, 1972 und 1973 den italienischen Meistertitel im 800-Meter-Lauf, 1966, 1967, 1968 und 1970 gewann er über 1500 Meter, 1971 siegte er über 5000 Meter. Bei den Hallenmeisterschaften war er zweimal erfolgreich, 1970 über 3000 Meter und 1972 über 1500 Meter.
2012 wurde er in die FIDAL Hall of Fame der italienischen Leichtathletik aufgenommen.

## Berufliche Karriere
Arese studierte Wirtschaftswissenschaften (u. a. 1970 Studentenweltmeister über 1500 m), startete für den Sportclub von FIAT in Turin, trainierte bei Marcello Pagani. Nach dem Examen wurde er von Asics angestellt, in deren Schuhen er zuletzt gelaufen war. In dieser japanischen Firma arbeitete er sich hoch vom Vertreter, über Chef von Asics Italia zum Chef von Asics Europe, wobei er zusätzlich von 1982 bis 2013 der Chef von Asics Italia blieb. In dieser Zeit wurde Asics ein wichtiger Sponsor der Leichtathletik. 2005 bis 2012 war er für zwei Amtszeiten Präsident des Federazione Italiana di Atletica Leggera und gleichzeitig Mitglied des Vorstandes des IAAF. Nach seinem altersbedingten Ruhestand bei Asics blieb Arese jedoch nicht lange untätig. Zusammen mit seinem Sohn Emanuele Arese kaufte er 2014 die Mehrheit der Karhu-Holding, der ältesten finnischen Sportschuhmarke.

## Bestzeiten
- 1500 Meter: 3:36,3 Minuten (1971)